# The Great Rock ‛n’ Roll Swindle
The Great Rock ‛n’ Roll Swindle (с англ. — «Великое рок-н-ролльное надувательство») — альбом британской панк-группы Sex Pistols, саундтрек к одноимённому фильму, вышедший в 1979 году. Диск лишь отчасти можно считать коллективной работой Sex Pistols: половина композиций исполнена посторонними музыкантами, не имеющими никакого отношения к группе, распавшейся за год до выхода альбома. Альбом занял 7-е место в британском хит-параде.

## Обзор
Вначале были сделаны записи с участием Рональд Биггза, прославившимся в 1960-е гг. ограблением поездов и скрывавшимся с тех пор от полиции в Бразилии. Он спел «No One Is Innocent» и «Belsen Vos A Gassa» (версия песни «Belsen Was a Gas»). Для фильма были написаны новые песни, исполненные их авторами: «Silly Thing» барабанщика Пола Кука, «Lonely Boy» гитариста Стива Джонса, «You Need Hands» Малькольм Макларена. Кроме того, Сиду Вишесу предоставилась возможность впервые участвовать в записи: он исполнил два рок-н-ролла Эдди Кокрана («Somethin’ Else» и «C’mon Everybody») и исковерканный до неузнаваемости хит Фрэнка Синатры «My Way». «L’Anarchie Pour Le UK» является шансонной трактовкой хита «Anarchy in the UK», записанной французскими уличными музыкантами с гармошкой и скрипкой.
Так как идея фильма заключалась в том, что такой свенгали как Макларен способен создать и правильно раскрутить любую группу, то в качестве примера к настоящим членам Sex Pistols были добавлены посторонние музыканты вроде Эдварда Тюдора-Поля, имитировавшего манеры Джонни Роттена и спевшего несколько песен, включая заглавную композицию. Кроме того, были задействованы симфонический оркестр, группа негров, играющих диско; наконец, одну из песен исполнил сам Малькольм Макларен («You Need Hands»).
Что касается песен с вокалом Роттена, то это в большинстве своём остатки старых студийных сессий 1976—77 гг. (взят лишь вокал, все партии инструментов были перезаписаны Стивом Джонсом и Полом Куком в 1978 году). Данная версия «Anarchy in the UK» впервые представлена в этом альбоме. Песня «Belsen Was a Gas» взята с последнего концерта Sex Pistols 14 января 1978 года в Сан-Франциско. Сам Роттен отзывался крайне негативно об этом альбоме, считая, что его коллегам по коллективу не следовало втягиваться в этот проект.

## Список композиций

### Стандартная версия (1979)
1. «God Save the Queen» (оркестровая версия)
2. «Johnny B. Goode» (вокал: Джонни Роттен)
3. «Roadrunner» (вокал: Джонни Роттен)
4. «Black Arabs» (вокал: Black Arabs; диско-попурри из песен «Anarchy in the UK», «God Save the Queen», «Pretty Vacant», «No One Is Innocent»)
5. «Anarchy in the UK» (вокал: Джонни Роттен)
6. «Substitute» (вокал: Джонни Роттен)
7. «Don’t Gimme No Lip» (вокал: Джонни Роттен)
8. «(I’m Not Your) Steppin’ Stone» (вокал: Джонни Роттен)
9. «L’Anarchie Pour Le UK» (вокал: Луи Бреннон)
10. «Belsen Was a Gas» (вокал: Джонни Роттен)
11. «Belsen Vos A Gassa» (вокал: Рональд Биггз)
12. «Silly Thing» (вокал: Пол Кук)
13. «My Way» (вокал: Сид Вишес)
14. «I Wanna Be Me» (вокал: Джонни Роттен)
15. «Somethin’ Else» (вокал: Сид Вишес)
16. «Rock Around the Clock» (вокал: Эдвард Тюдор-Поль)
17. «Lonely Boy» (вокал: Стив Джонс)
18. «No One Is Innocent» (вокал: Рональд Биггз)
19. «C’mon Everybody» (вокал: Сид Вишес)
20. «EMI» (оркестровая версия)
21. «The Great Rock’n’Roll Swindle» (вокал: Эдвард Тюдор-Поль, Стив Джонс, Пол Кук)
22. «Friggin’ in the Riggin’» (вокал: Стив Джонс)
23. «You Need Hands» (вокал: Малькольм Макларен)
24. «Who Killed Bambi» (вокал: Эдвард Тюдор-Поль)

Форматы: грампластинка (2 диска), компакт-диск

### Сокращённая версия (1980)
В июне 1980 года вышла сокращённая версия альбома в объёме одной грампластинки, на которую вошли ключевые песни саундтрека. Ни на одной из композиций этой пластинки не присутствует вокал Джонни Роттена.
1. «God Save The Queen (Symphony)» — 4:00
2. «The Great Rock’n’Roll Swindle» — 4:30
3. «You Need Hands» — 2:50
4. «Silly Thing» — 3:20
5. «Lonely Boy» — 3:30
6. «Something Else» — 3:25
7. «Rock Around the Clock» — 2:20
8. «C’mon Everybody» — 2:10
9. «Who Killed Bambi» — 3:00
10. «No One Is Innocent» — 3:00
11. «Anarchie Pour Le UK» — 3:25
12. «My Way» — 4:05

## Позиции в хит-парадах и сертификации
| Год  | Хит-парад                        | Высшая позиция | Пребывание в чарте |
| ---- | -------------------------------- | -------------- | ------------------ |
| 1979 | Австралия (Kent Music Report)    | 44             | нет данных         |
| 1979 | Великобритания (UK Albums Chart) | 7              | 33 недели          |

| Регион | Сертификация | Продажи  |
| --- | ------------ | -------- |
| Великобритания (BPI) | Золотой      | 100 000^ |
| Великобритания (BPI) · переиздание 1993 года                                                                             | Золотой      | 100 000* |
| * Данные о продажах приведены только на основе сертификации. ^ Данные о тиражах приведены только на основе сертификации. |              |          |